# Wim De Wulf
Wim De Wulf (Gent, 28 mei 1956 – Vloesberg, 29 juli 2016) was een Vlaams zanger, muzikant, acteur, (theater)regisseur, schrijver en artistiek leider van het vertel- en figurentheater Ultima Thule.

## Biografie
De Wulf groeide op in Gent en studeerde aan het Don Boscocollege Zwijnaarde (Gent) en het Atheneum Gent West.
Hij studeerde bij NTGent-regisseur Jean-Pierre De Decker aan het Gents Koninklijk Muziekconservatorium en behaalde daar in 1980 een Eerste Prijs Toneel. Hij werkte daarna drie jaar bij de "Mannen van den Dam", een afsplitsing van de Internationale Nieuwe Scène. Later keerde hij terug naar Gent en werd hij actief bij Theater Stekelbees (nu Victoria).
Sinds 2001 was De Wulf artistiek leider bij theater Ultima Thule, waar hij diverse producties regisseerde. 
Hij schreef ook de Gomaar-trilogie die in 2013 in boekvorm verscheen. 
Het boek omvat: 1) Gomaar boerenzoon, achter 't gat van een paard; 2) Gomaar student, in de tijd van Ché; 3) Gomaar gescheiden, nog altijd op zijn Norton.
Muzikaal was De Wulf onder meer verbonden met Wulfmann, een groep van diverse muzikanten en zangers. 
Naast het zingen was Wim ook als muzikant bedreven met de ukelele en de gitaar maar ook met percussie.
De Wulf was getrouwd met Els Trio. Hij overleed na een ziekbed op zestigjarige leeftijd en liet drie kinderen na.

## Discografie

### Albums
- Wulfmann (Un avant-gout), ep uitgebracht als Wulfmann (2015)
- Cas limite (2007)
- Grensgeval (2007)
- Of niet alleen (2003)

Werkte ook mee op de cd De kleine avonden (Vol. 2) (2005) aan de nummers Benny en Schuppen Oas van Fliet Zorro.